# Lucius Cornelius Lentulus Crus
Lucius Cornelius Lentulus Crus (? – Kr. e. 48) optimata római politikus, az előkelő patricius Cornelia gens tagja, Caius Iulius Caesar nagy ellenfele volt.
Először Kr. e. 61-ből hallani róla, amikor a Bona Dea ünnepségeket megszentségtelenítő Publius Clodius Pulcher legerőszakosabb vádlójaként jelent meg. Kr. e. 58-as praetori évében – Cicero számításainak is megfelelően – mindent megtett a felforgató néptribunus ellen, illetve igyekezett meggyőzni Pompeiust, hogy lépjen fel a száműzéssel sújtott híres szónok érdekében. Törekvését nem koronázta siker. Kr. e. 50-ben választották consullá Caius Claudius Marcellus kollégájaként, noha épp az előző évben buktatta meg Publius Cornelius Dolabella a quindecemviri megválasztásakor.
A két consul hírhedten Caesar-ellenes politikát képviselt, így nem csoda, hogy hivatali évükben, Kr. e. 49-ben robbant ki a két párt között a polgárháború. Addig Crus keményvonalas agitátorként tevékenykedett, és még Cicerót is megvádolta, hogy csak a saját dicsőségét hajhássza, miközben a senatust a mozgósításra buzdította. Nagyrészt ő felelt Cassius és Marcus Antonius néptribunusok elűzéséért, amikor azok Ravennába menekültek a közelgő Caesar elé.
Lentulus kemény szavai ellenére Formiaebe, majd Capuába menekült Caesar közeledtére, és bár úgy tett, mintha kiegyezne a politikussal, nem mert visszatérni Róma városába, amikor Cassius felszólította, hogy bocsássa rendelkezésükre a szent kincstár vagyonát. Pompeius időközben hadsereget toborzott Brundisiumban, és utasította a consulokat, hogy csatlakozzanak hozzá. Crust hiába győzködte Cicero és a Caesar küldöttjeként érkező ifjabb Balbus, az néhány társával és kevés katonával Illíria területére menekült.
Ezt követően Lentulus két legiót toborzott össze Asia provincia területén Pompeius számára. Balbus még a pompeianusok dyrrachiumi táborába is ellátogatott, de Crus túl sokat kért. Feltehetően ő is katasztrofálisnak becsülte Caesar helyzetét. A Kr. e. 48-as pharszaloszi csata után elmenekült. Rhodoszon nem kapott menedéket, így Pompeius után utazott Egyiptomba. Állítólag épp aznap ért partot Alexandriában, amikor a hadvezért meggyilkolták.
Crusra sem szebb sors várt: a kiskorú fáraó, XIII. Ptolemaiosz Philopatór miniszterei elfogatták és a börtönben kivégeztették.